# Need for Speed III: Hot Pursuit
A Need for Speed III: Hot Pursuit (gyakori rövidítéssel NFSIII vagy NFS3) a Need for Speed videójáték-sorozat harmadik része. A játék újdonsága a rendőrös üldözés: a gyorshajtókat különböző módokon próbálják megállítani a pályán cirkáló rendőrkocsik, és a játékos akár a versenyző, akár a rendőr szerepét betöltheti. 1998-ban jelent meg Windowsra és PlayStationre.

## Leírása
Az előző Need for Speed-játékokhoz képest számos újítást tartalmaz: korszerű grafika és effektusok, rendőrös üldözések, részletes tuning, tetszőleges napszak és időjárás kiválasztása. A játékmódok közül választható az egyszerű verseny egy vagy több ellenfél ellen (rendőrökkel vagy azok nélkül, egyjátékos vagy többjátékos módban), gyorshajtók üldözése rendőrként, és bajnokságok (melyekkel új autókat és pályát lehet nyerni).
A játékban kilenc pálya és több, mint húsz luxus-sportautó van. A pályák észak-amerikai környezetet idéznek: amerikai vidéki táj, szerpentines hegyi út, sivatagos kanyon, óceánparti park. Az autók közül egyesek csak a PC, mások csak a PlayStation változatban szerepelnek; az eredeti PC változatban alapból tíz autó van (ebből egy rendőrautó), további ötöt bajnokságok teljesítésével lehet megnyerni, négyet pedig az Electronic Arts oldaláról letölteni.
A hivatalos tartalmon kívül idővel többszáz új pálya és többezer új autó is elérhető lett: a modderek jóvoltából autó- és pályaszerkesztő programok jelentek meg, így kellő 3D-modellezői és programozói tudással bárki tudott új tartalmat készíteni és megosztani. A moddingnak köszönhetően a Need for Speed III közössége a 2010-es években is aktív.
A Need for Speed III: Hot Pursuit folytatásának a 2002-es Need for Speed: Hot Pursuit 2 tekinthető. 2010-ben kiadtak egy szintén Need for Speed: Hot Pursuit-nek nevezett játékot.

## Fogadtatása
A Need for Speed III: Hot Pursuit pozitív bírálatokat kapott. A kritikusok a kiváló grafikát és az izgalmas játékmenetet dicsérték, megjegyezvén, hogy a PC-s autós játékok most érték be a konzol- és a pénzbedobós arcade játékokat. Negatív kritika az autóvezetés realizmusának hiányát érte.

## Érdekességek
- Néhány útjelző tábla és útmenti reklámtábla szövege a The Need for Speed helyszíneit idézi: Autumn Valley, Rusty Springs, Crystal Lake.[8]
- A sorozat következő része, az 1999-es Need for Speed: High Stakes nagyban hasonlított a Need for Speed III-ra – olyannyira, hogy sokan egy Need for Speed III Special Edition-nek tekintik.[9]